# Грін (округ, Пенсільванія)
Шаблон:StateAbbr_ 39°52′ пн. ш. 80°13′ зх. д. / 39.86° пн. ш. 80.22° зх. д.
Округ Грін (англ. Greene County) — округ (графство) у штаті Пенсільванія, США. Ідентифікатор округу 42059.

## Історія
Округ утворений 1796 року.

## Демографія
За даними перепису 2000 року, загальне населення округу становило 40672 осіб, зокрема міського населення було 12939, а сільського — 27733.
Серед мешканців округу чоловіків було 20951, а жінок — 19721. В окрузі було 15060 домогосподарств, 10588 родин, які мешкали в 16678 будинках.
Середній розмір родини становив 2,97.
Віковий розподіл населення поданий у таблиці:
| Стать    | До 15 років | 15-21 | 22-29 | 30-39 | 40-49 | 50-65 | 65-85 | Понад 85 |
| -------- | ----------- | ----- | ----- | ----- | ----- | ----- | ----- | -------- |
| Чоловіки | 3794        | 2140  | 2523  | 3219  | 3489  | 3307  | 2239  | 240      |
| Жінки    | 3541        | 1869  | 1803  | 2550  | 3082  | 3162  | 3143  | 571      |

## Суміжні округи
- Вашингтон — північ
- Файєтт — схід
- Мононґалія, Західна Вірджинія — південь
- Ветзел, Західна Вірджинія — південний захід
- Маршалл, Західна Вірджинія — захід

## Виноски
1. ↑  U.S. Decennial Census. United States Census Bureau. Архів оригіналу за 26 квітня 2015. Процитовано 7 березня 2015.
2. ↑  Historical Census Browser. University of Virginia Library. Архів оригіналу за 11 серпня 2012. Процитовано 7 березня 2015.
3. ↑  Forstall, Richard L., ред. (24 березня 1995). Population of Counties by Decennial Census: 1900 to 1990. United States Census Bureau. Архів оригіналу за 20 березня 2015. Процитовано 7 березня 2015.
4. ↑  Census 2000 PHC-T-4. Ranking Tables for Counties: 1990 and 2000 (PDF). United States Census Bureau. 2 квітня 2001. Архів оригіналу (PDF) за 18 грудня 2014. Процитовано 7 березня 2015.
5. ↑  State & County QuickFacts. United States Census Bureau. Архів оригіналу за 6 червня 2011. Процитовано 17 листопада 2013.(англ.) Наведено за англійською вікіпедією.
6. ↑  American FactFinder. Бюро перепису населення США. Архів оригіналу за 21 травня 2008. Процитовано 31 січня 2008.

| США | Це незавершена стаття з географії США. Ви можете допомогти проєкту, виправивши або дописавши її. |